# High School Beauty Queen
High School Beauty Queen (美女塾?, Bijo juku, lett. "Scuola di bellezza") è un manga shōjo scritto e disegnato da Mayumi Yokoyama, pubblicato in Giappone dalla Shōgakukan sulla rivista Bessatsu Shōjo Comic, che lo ha raccolto due volumi tankōbon.

## Trama
Eve Hanazono  è una ragazza che si iscrive al liceo Adam, fino a poco tempo prima esclusivamente maschile, per sedurre un ragazzo ricco e poter quindi vivere una vita agiata. Purtroppo si rende subito conto che conquistare i ricconi della scuola non sarà impresa facile dato che questi non sembrano interessati a lei. Poco dopo il suo arrivo a scuola si imbatte in un gruppo di studenti particolari che vivono nei dormitori che la scuola precedentemente aveva riservato agli studenti d'élite. Questi ragazzi sono tutti di una bellezza sconvolgente, in particolare Gou Kodakara, di cui si invaghisce immediatamente. Come scoprirà però, questi bei giovani sono tanto belli quanto poveri e la scuola ha riservato loro un trattamento che include vitto e alloggio proprio perché le loro famiglie non sono in grado di pagare la retta nelle altre scuole. Nonostante ciò Eve non riesce a stargli lontana da Gou e si innamora perdutamente di lui.
Nel secondo volume la storia si sposta momentaneamente su due nuovi personaggi: Waka Umezawa e Arata. I due si incontrano per la prima volta a scuola, deserta per via della gita scolastica e Arata fa in modo che rimangano chiusi dentro l'edificio da soli così da potersi divertire con Waka. Purtroppo sono rimasti dentro la scuola anche dei teppisti che intendono attaccare Arata per una vendetta personale; questi però, avranno la peggio. La serata comunque si conclude in un nulla di fatto dato che entrambi si addormentano e al loro risveglio tutta la scuola è di ritorno dalla gita. Arata però è riuscito prima di andarsene a lasciarle il suo numero di telefono e così i due si rivedranno. Da adesso le loro vicende si intrecceranno con quelle di Eve e Gou.

## Personaggi
- Eve Hanazono: una arrampicatrice sociale, sua madre le ha sempre detto che lei si sarebbe dovuta fidanzare con un ragazzo ricco per poi avere una vita agiata e nel lusso. Per questo motivo si iscrive al ex liceo maschile Adam, dove ci sono tanti ragazzi ricchi, ma c'è un piccolo particolare che stravolge completamente i suoi piani: Gou, un ragazzo davvero bello, ma molto povero, che è interessato a lei e Eve, nonostante i suoi sforzi, non riesce a dimenticarlo. I due faranno molta fatica per far funzionare la loro storia, ostacolati dal direttore, dalla mamma di Eve e dal loro stesso comportamento.

- Gou Kodakara: un  ragazzo che proviene da una famiglia molto povera, e per questo il liceo Adam gli ha proposto di andare a vivere nei dormitori e di non pagare la retta scolastica. Trova per caso Brazil, la cagnolina di Eve (che sembra avere una spiccata passione per lui) e si imbatte presto nella sua padrona. E non gli ci vorrà molto per innamorarsi di lei, spesso si troverà in conflitto con Eve sul fatto che lei si ostini a finire sempre sull'argomento soldi. È un ragazzo di indole buona e dolce, incredibilmente paziente con la sua ragazza e le sue manie. Il suo nome "Kodakara Gou" significherebbe letteralmente "forza, circondato da bambini".

- Waka Umezawa: una ragazza piuttosto semplice, non si trova molto a suo agio nel liceo Adam, avrebbe preferito sceglierne uno normale. I suoi genitori l'hanno mandata li perché possa trovarsi un ragazzo molto ricco. Non partecipa alla gita di classe per colpa di un braccio rotto, ed è costretta a rimanere a scuola, e un pomeriggio ci incontrerà Arata, che si è rifugiato a scuola per sfuggire a una banda di ragazzi. Waka si troverà subito sotto le mire di Arata, che vorrebbe andare dritto al sodo, ma lei rifiuta. Se lo ritroverà un giorno a casa, per invitarla al mare con lui. Lei accetta e dopo un primo appuntamento si ritroveranno coinvolti in un giro di ricatti ai danni dei negozianti. Capirà di essere innamorata di Arata e si metterà insieme a lui.

- Arata: figlio di un impresario di alberghi, è molto ricco e non va quasi mai a scuola. Passa le giornate sfidando bande e andando a letto con delle ragazze. Si intrufolerà a scuola per sfuggire a una banda furiosa che lo cercava. Lì incontrerà Waka e, per provarci con lei, farà in modo che rimangano chiusi dentro la scuola, senza sapere che anche quei ragazzi che lo cercavano stavano lì dentro. Giorni dopo va a casa di Waka per invitarla (o meglio sequestrarla) al mare. Si accorge di essere innamorato di Waka, ma dopo un paio di volte che lei lo rifiuta, per ripicca esce con altre ragazze scatenando la sua gelosia. Verso la fine del soggiorno al mare i due si metteranno insieme.